# 永井謙蔵
永井 謙蔵（ながい けんぞう、1856年2月10日〈安政3年1月5日〉 - 1914年〈大正3年〉5月7日）は、明治期の政治家、実業家。衆議院議員、千葉電灯会社創立者。

## 経歴
安房国長狭郡、後の千葉県安房郡吉尾村（現鴨川市）生まれ。村塾に学び、1877年（明治10年）慶應義塾を卒業。千葉県師範学校講師となり、1898年（明治31年）3月、第5回衆議院議員総選挙に千葉県第7区から進歩党所属で出馬して当選し、衆議院議員を一期務めた。
1901年（明治34年）、日本赤十字社の嘱託を受けて千葉支部主事となり閑院宮載仁親王より有功章を受ける。1906年（明治39年）、千葉電灯会社を創立し、取締役となる。
その他、千葉県属、同警部、同農商課長、天羽郡長、千葉県農会議員、同県教育会議員、同県会議員などを務めた。

## 親族
- 兄：永井傳十郎 - 千葉県会議員[1]
- 長男：永井準一郎 - 大分県知事、千葉市長[1]